# Вогнівка кропивова велика
Вогнівка кропивова велика (Patania ruralis) — вид лускокрилих комах родини вогнівок-трав'янок (Crambidae).

## Поширення
Вид поширений в Європі, Північній Африці та Середній Азії від Іспанії та Алжиру до Китаю. Присутній у фауні України.

## Опис
Розмах крил 26-40 мм.

## Спосіб життя
Відомо два покоління за рік. Метелики літають з травня по червень, а потім знову з липня по вересень. Личинки живляться листям кропиви дводомної, рідше трапляється на хмелі, лободі, лутизі і таволзі. Зимують гусениці.